# Franz Philipp Knebel von Katzenelnbogen

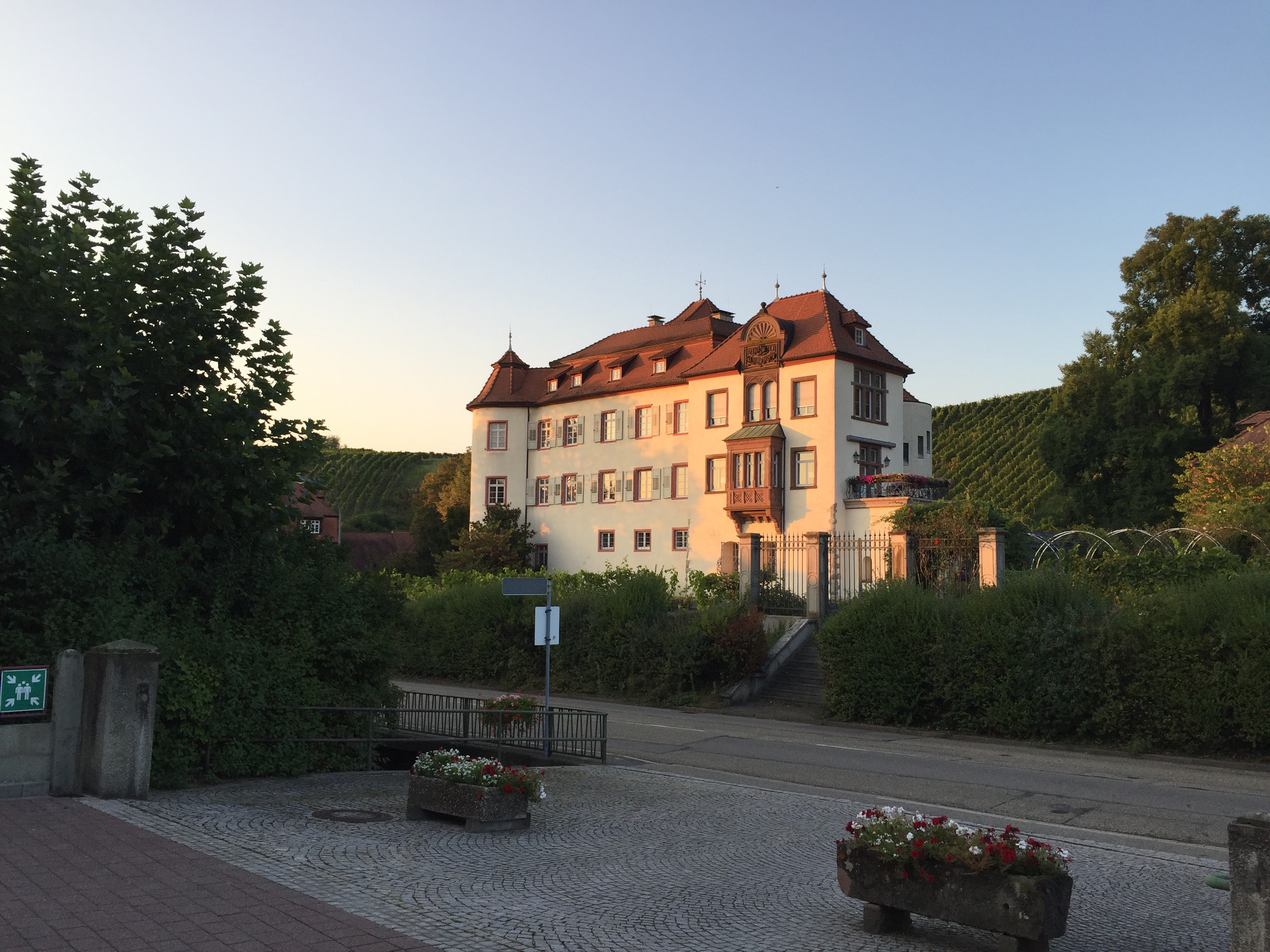
Schloss Neuweier (2016)

Franz Philipp Knebel von Katzenelnbogen (* 1736; † 1816) war von 1771 bis 1778 österreichischer Gesandter in Sachsen.
Als Kaiserin Maria Theresia 1764 der sächsischen Kurfürstin-Witwe Maria Antonia Walpurgis mehrere Männer für die Erziehung ihres Sohnes Friedrich August vorschlug, nannte sie auch einen comte Knöbel, 18 Jahre alt, „mit vielen Tugenden begabt“. Flemming befand ihn aber als zu jung. 1762 wurde er k.k. Kämmerer. 1769 sandte ihn die Kaiserin zu ihrer Tochter Amalie, die mit dem Herzog Ferdinand von Parma verheiratet war, damit sie einen Ehrenmann zur Seite hatte, „der es wagt, ihr die Wahrheit zu sagen“. Es gelang ihm jedoch nicht, in Parma Fuß zu fassen, und er verließ es 1770.
Im gleichen Jahr wurde er als Nachfolger für den österreichischen Gesandten in Dresden, Franz Joseph von Wurmbrand-Stuppach (1737–1806), vorgeschlagen. Er war mit den Verhältnissen in Dresden vertraut durch Besuche bei seiner Tante Freifrau von Rollingen (1695–1777), Obersthofmeisterin Maria Antonias.
Bis zu seiner Ernennung nahm Johann Baptist von Piller als Geschäftsträger die für Knebel vorgesehene Stelle am sächsischen Hof ein. Im Frühjahr 1771 sollte Knebel ihn ablösen; seine Reise verzögerte sich jedoch durch Krankheit und weil man den Verlauf der russisch-türkischen Verwicklungen abwarten wollte. Die Dresdner erwarteten ihn voller Ungeduld, da man große Erwartungen in seine diplomatischen Fähigkeiten setzte. Allerdings verdächtigte man ihn, dass er seine Abreise aus Wien selbst verschleppe, um das dortige Tractament länger zu genießen. Erst am 27. Februar 1772 traf er in Dresden ein.
Aber auch hier gelang es ihm nicht, die Verstimmungen zwischen Österreich und Sachsen auszugleichen, und 1778, beim Ausbruch des bayrischen Erbfolgekrieges, in dem sich Sachsen an die Seite Preußens stellte, erhielt er den Befehl, zu seinem Hof zurückzukehren. Seine Equipage war beim Dresdner Bankier Christian Friedrich von Gregory hinterlassen worden, und er musste ihre Aushändigung schriftlich beim Minister des Auswärtigen, Graf Heinrich Gottlieb von Stutterheim, beantragen, zusammen mit den Reisepässen für sich und seine Suite. Danach ruhten die diplomatischen Beziehungen zwischen Sachsen und Österreich bis 1780.
Ab 1782 widmete sich Knebel „ganz dem Weinbau rund um sein Schloss Neuweier. Nicht nur, dass er aus seiner fränkischen Heimat den Boxbeutel nach Neuweier brachte, sondern er verpflanzte 1785 auch Niersteiner und Laubenheimer Reben, aus seiner Stammheimat, in seine Weinberge in Neuweier, wo sie die bisherigen Rebsorten Elblinger und Ortlieber verdrängten“.